# 200
200（二百、二〇〇、皕、にひゃく、ふたひゃく、ふたもも）は、自然数または整数において、199の次で201の前の数である。

## 性質
- 200 は合成数であり、約数は1, 2, 4, 5, 8, 10, 20, 25, 40, 50, 100, 200である。
  - 約数の和は465。
  - 約数の和が奇数になる24番目の数である。1つ前は196、次は225。
  - 46番目の過剰数である。1つ前は198、次は204。
- 1/200 = 0.005
  - 逆数が有限小数になる18番目の数である。1つ前は160、次は250。(オンライン整数列大辞典の数列 A003592)
  - 割合にすると0.5%である。
- 200 の三つの数字のうちどの一つを他の数字に入れ替えても素数にはならない最小の合成数である。次は204。(オンライン整数列大辞典の数列 A118118)
  - すなわち201, 202, 203, 204, 205, 206, 207, 208, 209, 210, 220, 230, 240, 250, 260, 270, 280, 290 や 100, 300, 400, 500, 600, 700, 800, 900はいずれも合成数である。百の位を0に置き換えた、000も素数ではない。
  - 3桁でこのような自然数は他に、320, 510, 530, 620, 840, 890および、これらの一の位を 2, 4, 5, 6, 8 に置き換えたものが存在する。ただし202と205は002と005が素数になるので除かれる。
- 59番目のハーシャッド数である。1つ前は198、次は201。
  - 2を基とする4番目のハーシャッド数である。1つ前は110、次は1010。
- 200 = 62 + 82 + 102
  - 3連続偶数の平方和で表せる数である。1つ前は116、次は308。
  - 3つの平方数の和1通りで表せる69番目の数である。1つ前は196、次は202。(オンライン整数列大辞典の数列 A025321)
  - 異なる3つの平方数の和1通りで表せる61番目の数である。1つ前は198、次は202。(オンライン整数列大辞典の数列 A025339)
- 各位の平方和が平方数になる27番目の数である。1つ前は184、次は212。(オンライン整数列大辞典の数列 A175396)
- 200 = 22 + 142 = 102 + 102
  - 2つの平方数の和2通りで表せる9番目の数である。1つ前は185、次は205。
- 200 = 22 + 142
  - 異なる2つの平方数の和で表せる60番目の数である。1つ前は197、次は202。(オンライン整数列大辞典の数列 A004431)
- 200 = 8 × 52
  - n = 5 のときの 8n 2 の値とみたとき1つ前は128、次は288。(オンライン整数列大辞典の数列 A139098)
- 200 = 2 × 102
  - n = 2 のときの n × 10n の値とみたとき1つ前は10、次は3000。(オンライン整数列大辞典の数列 A126431)
  - n = 2 のときの 100n の値とみたとき1つ前は100、次は300。(オンライン整数列大辞典の数列 A044332)
  - n = 10 のときの 2n 2 の値とみたとき1つ前は162、次は242。(オンライン整数列大辞典の数列 A001105)
- 200 = 23 × 52
  - 2つの異なる素因数の積で p 3 × q 2 の形で表せる3番目の数である。1つ前は108、次は392。(オンライン整数列大辞典の数列 A143610)
- 3番目のアキレス数である。1つ前は108、次は288。
- 200 = 23 + 43 + 43 + 43
  - 4つの正の数の立方数の和で表せる44番目の数である。1つ前は198、次は205。(オンライン整数列大辞典の数列 A003327)
- n = 200 のとき n と n + 1 を並べた数を作ると素数になる。n と n + 1 を並べた数が素数になる27番目の数である。1つ前は192、次は216。(オンライン整数列大辞典の数列 A030457)
- 200 = 152 − 25
  - n = 15 のときの n 2 − 25 の値とみたとき1つ前は171、次は231。(オンライン整数列大辞典の数列 A098603)
- 約数の和が200になる数は1個ある。(199) 約数の和1個で表せる45番目の数である。1つ前は198、次は204。
- 各位の和が2になる6番目の数である。1つ前は110、次は1001。ただし3桁では最大。

## その他 200 に関連すること
- 200の接頭辞：ducenti（ラテン語）
- 西暦200年
- 紀元前200年
- 年始から数えて200日目は7月19日、閏年は7月18日。
- 日本プロ野球で通算200勝を達成すると、名球会入りの資格を得る。
- Billboard 200は、米ビルボードによるアルバムチャート。
- UFC 200
- Fw 200 (航空機)
- HTTPプロトコルにおいては「OK」を示すステータスコード。
- 200メートル競走は陸上競技種目の一つ。また200mメドレーリレーは競泳種目の一つ。他に200メートル自由形、200メートル平泳ぎなど。
- センター試験など規模の大きな試験では満点が200点の教科もある。例えば英語および国語はセンター試験では200点満点である。
- 自動車では積載重量や排気量などの"車格"を表す数字として車種名に使用される。
  - メルセデス・ベンツの乗用車の車種名、C200、200E。
  - 日産自動車のライトバン型商用車及び乗用車の車種名、日産・NV200バネット。
- 200形または200系、200型を称するもの
- 第200代ローマ教皇はウルバヌス5世である（在位：1362年9月28日 - 1370年12月19日）である。
- 英語で200周年の事をバイセンテニアル（Bicentenial、バイセン）と呼び、特に1976年のアメリカ建国200周年を指すことが多い（アメリカ海軍・空軍の軍用機の記念塗装など）。
- アイザック・アシモフの小説『バイセンテニアル・マン（200歳の男）』
- 『のン姉ちゃん・200W』は、日本テレビ系列で1985年4月13日 - 7月27日に放送された日本のテレビドラマ。

## 201 から 299 までの整数

### 201から220
201 = 3 × 67、半素数、ハーシャッド数
202 = 2 × 101、半素数、回文数、スミス数、4つの連続した素数の和（202 = 43 + 47 + 53 + 59）
203 = 7 × 29、半素数、ベル数
204 = 22 × 3 × 17、ハーシャッド数、四角錐数（204 = 12 + 22 + 32 + 42 + 52 + 62 + 72 + 82）、4つの連続する素数の平方和（204 = 32 + 52 + 72 + 112）、6つの連続した素数の和（204 = 23 + 29 + 31 + 37 + 41 + 43）、双子素数の和（101 + 103）
205 = 5 × 41、半素数
206 = 2 × 103、半素数
207 = 32 × 23、ハーシャッド数
208 = 24 × 13、5つの連続する素数の平方和（208 = 22 + 32 + 52 + 72 + 112）、テトラナッチ数
209 = 11 × 19、半素数、ハーシャッド数
210 = 2 × 3 × 5 × 7（4連続素数の積、素数階乗数（p4# = 210））三角数、五角数、五胞体数、矩形数（210 = 14 × 15）、3つの連続する整数の積（5 × 6 × 7）、ハーシャッド数
211 = 素数、3つの連続する素数の和（211 = 67 + 71 + 73）
212 = 22 × 53、回文数
213 = 3 × 71、半素数
214 = 2 × 107、半素数
215 = 5 × 43、半素数
216 = 23 × 33、立方数（216 = 63）、4つの連続する偶数の平方和（216 = 42 + 62 + 82 + 102）、3つの連続する整数の立方和（216 = 33 + 43 + 53）、フリードマン数、ハーシャッド数、双子素数の和（216 = 107 + 109）、3つの連続する整数の立方の積（216 = 13 × 23 × 33）
217 = 7 × 31、半素数
218 = 2 × 109、半素数
219 = 3 × 73、半素数
220 = 22 × 5 × 11、ハーシャッド数、220 = 22 + 42 + 62 + 82 + 102（三角錐数、5つの連続する偶数の平方和）、最小の2つの友愛数（220, 284）の前者

### 221から240
221 = 13 × 17、75番目の半素数、連続する5つの素数の和（37 + 41 + 43 + 47 + 53）、連続する9つの素数の和（11 + 13 + 17 + 19 + 23 + 29 + 31 + 37 + 41）
222 = 2 × 3 × 37、回文数、20番目の楔数、67番目のハーシャッド数
223 = 素数、13番目の8n - 1型の素数、n2 + n + 41で導き出せる13番目の素数
224 = 25 × 7、68番目のハーシャッド数、25番目のズッカーマン数、4連続整数の立方和（23 + 33 + 43 + 53）
225 = 32 × 52、平方数152、69番目のハーシャッド数、5連続整数の立方和（13 + 23 + 33 + 43 + 53）
226 = 2 × 113、76番目の半素数
227 = 素数、双子素数（227, 229）、陳素数、11番目の安全素数、14番目の8n + 3型の素数、4連続素数の総和と総乗の和
228 = 22 × 3 × 19、70番目のハーシャッド数
229 = 素数、双子素数（227, 229）、229 + 922 = 1,151 素数を逆さまにした数を足しても素数になる性質をもつ最小の素数
230 = 2 × 5 × 23、21番目の楔数、71番目のハーシャッド数、4連続整数の平方和（62 + 72 + 82 + 92）
231 = 3 × 7 × 11、21番目の三角数、11番目の六角数、22番目の楔数、フィボナッチ数列を構成する最初から10個の総和（1 + 2 + 3 + 5 + 8 + 13 + 21 + 34 + 55 + 89）
232 = 23 × 29
233 = 素数、16番目のソフィー・ジェルマン素数、陳素数、13番目のフィボナッチ数、11個の連続した素数の和（5 + 7 + 11 + 13 + 17 + 19 + 23 + 29 + 31 + 37 + 41）
234 = 2 × 32 × 13、72番目のハーシャッド数、ノントーティエント
235 = 5 × 47、77番目の半素数、10番目の七角数
236 = 22 × 59
237 = 3 × 79、78番目の半素数
238 = 2 × 7 × 17、23番目の楔数、素数の総和（2 + ･･･ + 41）
239 = 素数、双子素数（239, 241）、陳素数、17番目のソフィー・ジェルマン素数、14番目の8n - 1型の素数
240 = 24 × 3 × 5、高度合成数、10番目の高度トーティエント数、15番目の矩形数、73番目のハーシャッド数、フィボナッチ数の積（1 × 2 × 3 × 5 × 8 ）

### 241から260
241 = 素数、双子素数（239, 241）
242 = 2 × 112、回文数
243 = 35、 9番目の完全トーティエント数、74番目のハーシャッド数
244 = 22 × 61、ノントーティエント
245 = 5 × 72、3つの連続した平方数の和（82 + 92 + 102）
246 = 2 × 3 × 41、24番目の楔数
247 = 13 × 19、79番目の半素数、13番目の五角数、75番目のハーシャッド数
248 = 23 × 31
249 = 3 × 83、80番目の半素数
250 = 2 × 53
251 = 素数、18番目のソフィー・ジェルマン素数、陳素数、15番目の8n  + 3型の素数、3連続奇数の平方和（72 + 92 + 112）、n2 + n + 41で導き出せる14番目の素数
252 = 22 × 32 × 7、回文数、76番目のハーシャッド数
253 = 11 × 23、22番目の三角数、81番目の半素数、7番目の六芒星数
254 = 2 × 127、82番目の半素数
255 = 3 × 5 × 17、10番目の完全トーティエント数、25番目の楔数
256 = 28 = 44、平方数162、nnで表せる4番目の数
257 = 素数、3番目のフェルマー素数、陳素数、3連続整数の8乗和（08 + 18 + 28）
258 = 2 × 3 × 43、26番目の楔数
259 = 7 × 37、83番目の半素数
260 = 22 × 5 × 13

### 261から280
261 = 32 × 29、77番目のハーシャッド数
262 = 2 × 131、回文数、84番目の半素数
263 = 素数、陳素数、12番目の安全素数、15番目の8n - 1型の素数
264 = 23 × 3 × 11、78番目のハーシャッド数、2乗して回文数になる2番目の非回文数 (2642 = 69,696)
265 = 5 × 53、85番目の半素数、10番目のスミス数、6番目のモンモール数
266 = 2 × 7 × 19、27番目の楔数、79番目のハーシャッド数
267 = 3 × 89、86番目の半素数
268 = 22 × 67
269 = 素数、双子素数（269, 271）、陳素数
270 = 2 × 33 × 5、5番目の調和数、80番目のハーシャッド数
271 = 素数、双子素数（269, 271）、16番目の8n - 1型の素数
272 = 24 × 17、回文数、6番目の原始擬似完全数、16番目の矩形数
273 = 3 × 7 × 13、28番目の楔数、273 = 160 + 161 + 162。この形で表せる最小の楔数である。次は651。
274 = 2 × 137、87番目の半素数、11番目のスミス数、11番目のトリボナッチ数
275 = 52 × 11
276 = 22 × 3 × 23、23番目の三角数、12番目の六角数、3連続整数の5乗和（15 + 25 + 35）、双子素数の和（137 + 139）
277 = 素数
278 = 2 × 139、88番目の半素数
279 = 32 × 31
280 = 23 × 5 × 7、81番目のハーシャッド数、5連続偶数の立方和（(-23) + 03 + 23 + 43 + 63 + 83）

### 281から299
281 = 素数、双子素数（281, 283）、陳素数、19番目のソフィー・ジェルマン素数、n2 + n + 41で導き出せる15番目の素数、素数の総和（2 + 3 + …… + 41 + 43）
282 = 2 × 3 × 47、29番目の楔数、回文数
283 = 素数、双子素数（281, 283）、15番目の8n + 3型の素数
284 = 22 × 71、最小の2つの友愛数（220, 284）の後者
285 = 3 × 5 × 19、30番目の楔数、82番目のハーシャッド数
286 = 2 × 11 × 13、31番目の楔数、11番目の七角数、11番目の三角錐数
287 = 7 × 41、14番目の五角数、89番目の半素数
288 = 25 × 32、83番目のハーシャッド数、4番目のアキレス数、4連続階乗数の積（1! × 2! × 3! × 4!）、4連続偶数の立方和（03 + 23 + 43 + 63）
289 = 172、平方数、90番目の半素数、9番目のフリードマン数（(8 + 9)2）
290 = 2 × 5 × 29、32番目の楔数
291 = 3 × 97、91番目の半素数
292 = 22 × 73、回文数
293 = 素数、陳素数、20番目のソフィー・ジェルマン素数
294 = 2 × 3 × 72、4連続平方数の和（72 + 82 + 92 + 102）
295 = 5 × 59、92番目の半素数
296 = 23 × 37
297 = 33 × 11、6番目のカプレカ数
298 = 2 × 149、93番目の半素数
299 = 13 × 23、94番目の半素数